# Salem Al-Dawsari
Salem Muhamed Al-Dawsari (ara. سالم محمد الدوسري) (Džeda, Saudijska Arabija, 19. kolovoza 1991.) je saudijski nogometaš i nacionalni reprezentativac.

## Karijera
Igrač je svoju karijeru započeo u Al-Hilalu s kojim je osvojio sve što se može osvojiti u saudijskom klupskom nogometu. Također, s klubom je 2014. i 2017. igrao finala azijske Lige prvaka. U sklopu suradnje španjolske La Lige i saudijskog nogometnog saveza, Al-Dawsari je poslan na posudbu u Villarreal. Za momčad žute podmornice je ostvario jedan nastup i to u 2:2 remiju protiv madridskog Reala.
Igrač je za saudijsku reprezentaciju debitirao 2011. godine dok je 2012. zabio svoj prvijenac u kvalifikacijskom susretu protiv Australije. Također, s reprezentacijom je nastupio na Svjetskom prvenstvu 2018. te je u Volgogradskoj Areni zabio pobjednički gol u susretu skupine protiv Egipta. Riječ je o utakmici za prestiž jer su obje momčadi još ranije ispale, dok je Salem zabio doslovce u zadnjim sekundama.

#### Pogodci za reprezentaciju
| #  | Datum              | Mjesto                             | Protivnik  | Pogodak | Rezultat | Natjecanje                 |
| -- | ------------------ | ---------------------------------- | ---------- | ------- | -------- | -------------------------- |
| 1. | 29. veljače 2012.  | Melbourne, Australija              | Australija | 1 : 0   | 2 : 4    | Kvalifikacije za EURO 2012 |
| 2. | 23. studenog 2014. | Rijad, Saudijska Arabija           | UAE        | 3 : 2   | 3 : 2    | Kvalifikacije za EURO 2012 |
| 3. | 8. lipnja 2017.    | Lužniki, Adelaide, Australija      | Australija | 1 : 1   | 2 : 3    | Kvalifikacije za EURO 2012 |
| 4. | 7. listopada 2017. | Džeda, Saudijska Arabija           | Jamajka    | 1 : 0   | 5 : 2    | Prijateljska utakmica      |
| 5. | 15. svibnja 2018.  | Sevilla, Španjolska                | Grčka      | 1 : 0   | 2 : 0    | Prijateljska utakmica      |
| 6. | 25. lipnja 2018.   | Volgograd Arena, Volgograd, Rusija | Egipat     | 2 : 1   | 2 : 1    | EURO 2012                  |

## Osvojeni trofeji

### Klupski trofeji
| Klub              | Trofej                       | Godina / sezona     |
| Saudijska Arabija | Saudijska Arabija            | Saudijska Arabija   |
| ----------------- | ---------------------------- | ------------------- |
| Al-Hilal          | Saudijska profesionalna liga | 2016./17.           |
| Al-Hilal          | Kraljev kup                  | 2015., 2017.        |
| Al-Hilal          | Prinčev kup                  | 2012., 2013., 2016. |
| Al-Hilal          | Saudijski Superkup           | 2015., 2018.        |

## Vanjske poveznice
- Profil igrača na Soccerway.com
- Profil igrača na Transfermarkt.com